# فونارانيات
الفونارانيات (الاسم العلمي:Funariidae) هي صنف من النباتات تتبع طائفة الحزازيات الحقيقية.

## التصنيف
- الفوناريات
  - الفوناريات
    - الفونارية